# Roberto Firmino
Roberto Firmino Barbosa de Oliveira (n. 2 octombrie 1991, Maceió, Alagoas, Brazilia), cunoscut ca Roberto Firmino sau simplu Firmino, este un fotbalist brazilian, care joacă pe post de atacant sau mijlocaș ofensiv la Al-Ahli în Liga Profesionistă din Arabia Saudită. Pe plan internațional, are prezențe la națională pentru Brazilia.

## Statistici carieră

### Club
La 15 iunie 2015.
| Club            | Sezon   | Campionat | Campionat | Cupă    | Cupă   | Continental | Continental | Altele  | Altele | Total   | Total  |
| Club            | Sezon   | Meciuri   | Goluri    | Meciuri | Goluri | Meciuri     | Goluri      | Meciuri | Goluri | Meciuri | Goluri |
| --------------- | ------- | --------- | --------- | ------- | ------ | ----------- | ----------- | ------- | ------ | ------- | ------ |
| Figueirense     | 2009    | 2         | 0         | –       | –      | –           | –           | –       | –      | 2       | 0      |
| Figueirense     | 2010    | 36        | 8         | –       | –      | –           | –           | 15      | 4      | 51      | 12     |
| Figueirense     | Total   | 38        | 8         | –       | –      | –           | –           | 15      | 4      | 53      | 12     |
| 1899 Hoffenheim | 2010–11 | 11        | 3         | –       | –      | –           | –           | –       | –      | 11      | 3      |
| 1899 Hoffenheim | 2011–12 | 30        | 7         | 3       | 0      | –           | –           | –       | –      | 33      | 7      |
| 1899 Hoffenheim | 2012–13 | 33        | 5         | 1       | 0      | –           | –           | 2       | 2      | 36      | 7      |
| 1899 Hoffenheim | 2013–14 | 33        | 16        | 4       | 6      | –           | –           | –       | –      | 37      | 22     |
| 1899 Hoffenheim | 2014–15 | 33        | 7         | 3       | 3      | –           | –           | –       | –      | 36      | 10     |
| 1899 Hoffenheim | Total   | 140       | 38        | 11      | 9      | –           | –           | 2       | 2      | 153     | 49     |
| Total           | Total   | 178       | 46        | 11      | 9      | –           | –           | 17      | 6      | 206     | 61     |

### Internațional
La 22 iunie 2015.
| Brazilia | Brazilia | Brazilia |
| An       | Meciuri  | Goluri   |
| -------- | -------- | -------- |
| 2014     | 2        | 1        |
| 2015     | 7        | 3        |
| Total    | 9        | 4        |

### Goluri internaționale
| Nr. | Data              | Stadion                                                      | Selecție | Adversar                   | Scor | Rezultat | Competiție                                        | Ref.   |
| --- | ----------------- | ------------------------------------------------------------ | -------- | -------------------------- | ---- | -------- | ------------------------------------------------- | ------ |
| 1   | 18 noiembrie 2014 | Ernst-Happel-Stadion, Vienna, Austria                        | 2        | Austria                    | 2–1  | 2–1      | Meci amical                                       | [ 5 ]  |
| 2   | 29 martie 2015    | Emirates Stadium, Londra, Anglia                             | 4        | Chile                      | 1–0  | 1–0      | Meci amical                                       | [ 6 ]  |
| 3   | 10 iunie 2015     | Estádio Beira-Rio, Porto Alegre, Brazilia                    | 6        | Honduras                   | 1–0  | 1–0      | Meci amical                                       | [ 7 ]  |
| 4   | 21 iunie 2015     | Estadio Monumental David Arellano, Santiago, Chile           | 9        | Venezuela                  | 2–0  | 2–1      | Copa América 2015                                 | [ 8 ]  |
| 5   | 6 octombrie 2016  | Arena das Dunas, Natal, Brazilia                             | 12       | Bolivia                    | 5–0  | 5–0      | Calificările pentru Campionatul Mondial FIFA 2018 | [ 9 ]  |
| 6   | 3 iunie 2018      | Anfield, Liverpool, Anglia                                   | 20       | Croația                    | 2–0  | 2–0      | Meci amical                                       | [ 10 ] |
| 7   | 2 iulie 2018      | Cosmos Arena, Samara, Rusia                                  | 24       | Mexic                      | 2–0  | 2–0      | Campionatul Mondial de Fotbal 2018                | [ 11 ] |
| 8   | 7 septembrie 2018 | MetLife Stadium, East Rutherford, Statele Unite ale Americii | 26       | Statele Unite ale Americii | 1–0  | 2–0      | Meci amical                                       | [ 12 ] |
| 9   | 26 martie 2019    | Sinobo Stadium, Praga, Cehia                                 | 31       | Cehia                      | 1–1  | 3–1      | Meci amical                                       | [ 13 ] |
| 10  | 9 iunie 2019      | Estádio Beira-Rio, Porto Alegre, Brazilia                    | 32       | Honduras                   | 6–0  | 7–0      | Meci amical                                       | [ 14 ] |
| 11  | 22 iunie 2019     | Arena Corinthians, São Paulo, Brazilia                       | 35       | Peru                       | 2–0  | 5–0      | Copa América 2019                                 | [ 15 ] |
| 12  | 2 iulie 2019      | Mineirão, Belo Horizonte, Brazilia                           | 37       | Argentina                  | 2–0  | 2–0      | Copa América 2019                                 | [ 16 ] |
| 13  | 10 octombrie 2019 | National Stadium, Kallang, Singapore                         | 41       | Senegal                    | 1–0  | 1–1      | Meci amical                                       | [ 17 ] |
| 14  | 9 octombrie 2020  | Arena Corinthians, São Paulo, Brazilia                       | 45       | Bolivia                    | 2–0  | 5–0      | Calificările pentru Campionatul Mondial FIFA 2022 | [ 18 ] |
| 15  | 9 octombrie 2020  | Arena Corinthians, São Paulo, Brazilia                       | 45       | Bolivia                    | 3–0  | 5–0      | Calificările pentru Campionatul Mondial FIFA 2022 | [ 18 ] |
| 16  | 13 noiembrie 2020 | Estádio do Morumbi, São Paulo, Brazilia                      | 47       | Venezuela                  | 1–0  | 1–0      | Calificările pentru Campionatul Mondial FIFA 2022 | [ 19 ] |
| 17  | 23 iunie 2021     | Estádio Olímpico Nilton Santos, Rio de Janeiro, Brazilia     | 52       | Columbia                   | 1–1  | 2–1      | Copa América 2021                                 | [ 20 ] |

## Palmares
Liverpool
- Premier League: 2019–20[21]
- FA Cup: 2021–22[22]
- EFL Cup: 2021–22;[23][24]

Finalist: 2015–16
- FA Community Shield: 2022[26]
- UEFA Champions League: 2018–19;[27]

Finalist: 2017–18, 2021–22
- Finalist UEFA Europa League: 2015–16[30]
- Supercupa Europei UEFA: 2019[31]
- Cupa Mondială a Cluburilor FIFA: 2019[32]

Brazilia
- Copa América: 2019;[33]

Finalist: 2021
Individual
- Descoperirea sezonului în Bundesliga: 2013–14[35]
- Jucătorul lunii PFA: ianuarie 2016[36]
- Jucătorul lunii al fanilor PFA: ianuarie 2016[37]
- Echipa sezonului a Ligii Campionilor: 2017–18[38]
- Samba Gold: 2018[39]
- Jucătorul brazilian cu cele mai multe goluri din istoria Premier League: 82 de goluri[40][41]